# Île Ministers
L'île Ministers ou Minister's est une île canadienne située près de Saint-Andrews, dans le comté de Charlotte (Nouveau-Brunswick). Elle fait administrativement partie de Chamcook. Elle a une superficie de 280 hectares. L'île est un lieu historique national.